# Xeranthemum annuum
I perpetuini maggiori (nome scientifico Xeranthemum annuum L., 1753) sono delle piante erbacee angiosperme dicotiledoni annuali appartenente alla famiglia delle Asteraceae.

## Etimologia
Il nome generico (Xeranthemum) deriva dalle parole greche “xero” e “anthos” e significano rispettivamente “secco” e “fiore” e derivano dalla caratteristica persistenza dei fiori rigidi e di lunghissima durata (non perdono neppure la colorazione dopo diversi anni). Anche il nome volgare (Perpetuini) deriva da questa loro particolare proprietà.

Il binomio scientifico attualmente accettato (Xeranthemum annuum) è stato proposto da Carl von Linné (Rashult, 23 maggio 1707 – Uppsala, 10 gennaio 1778) biologo e scrittore svedese, considerato il padre della moderna classificazione scientifica degli organismi viventi, nella pubblicazione Species Plantarum del 1753.

## Descrizione
Sono piante alte da 1 a 5 dm. La forma biologica è terofita scaposa (T scap); ossia sono piante erbacee che differiscono dalle altre forme biologiche poiché, essendo annuali, superano la stagione avversa sotto forma di seme; sono inoltre munite di asse fiorale eretto, spesso con poche foglie. Le parti non fiorali possono essere bianco-tomentose. La pianta possiede un delicato aroma.

### Radici
Le radici sono secondarie.

### Fusto
La parte aerea del fusto è eretta, semplice o eventualmente ramosa-corimbosa in alto.

### Foglie
Le foglie sono biancastre e voluminose. La lamina è intera e acuta. Si dividono in due tipi: basali e cauline. Quelle basali sono lineari-spatolate, quelle cauline sono lanceolate-lineari. Dimensione tipica delle foglie: larghezza 4 – 7 mm; lunghezza 20 – 65 mm. Le foglie possono essere convolute.

### Infiorescenza
L'infiorescenza è formata da diversi capolini portati da lunghi pedicelli solitari e nudi che normalmente sovrastano l'apparato fogliare. La struttura dei capolini è quella tipica delle Asteraceae: un peduncolo (o pedicello) sorregge un involucro composto da diverse brattee (o squame) disposte su più serie e di dimensioni diverse, persistenti e di colori diversi (purpureo, violetto o bianco) che fanno da protezione al ricettacolo più o meno piano sul quale s'inseriscono i fiori tubulosi. I capolini sono più larghi che lunghi. L'involucro ha delle forme ovate-globose (più larghi che lunghi). Le squame dell'involucro sono glabre e membranose e si dividono in tre tipi:
- squame esterne: la forma è ovata o subrotonda; dimensioni: 3 – 4 mm;
- squame medie: la forma è oblanceolata e sono provviste di un breve mucrone apicale; dimensione: larghezza 5 mm; lunghezza 12 mm;
- squame interne vessillari: sono quelle della serie più interna; sono lucide e colorate e disposte in modo patente da simulare dei fiori ligulati; in genere sono lunghe il doppio del diametro del disco centrale del capolino; dimensioni: larghezza 2 mm; lunghezza 16 mm.

Diametro dei capolini: 1 – 1,5 cm.

### Fiore
I fiori sono tutti del tipo tubuloso (il tipo ligulato, i fiori del raggio, presente nella maggioranza delle Asteraceae, qui è assente), sono inoltre sterili (solo maschili) quelli esterni da 4 a 8 e ermafroditi quelli più interni da 100 a 120; sono inoltre tetra-ciclici (con quattro verticilli: calice – corolla – androceo – gineceo) e pentameri (ossia sia il calice che la corolla sono composti da cinque elementi).
- Formula fiorale :

- /x K {\displaystyle \infty }, [C (5), A (5)], G 2 (infero), achenio

- Calice: i sepali del calice sono ridotti ad una coroncina di squame.
- Corolla: la corolla (profondamente lobata[11]) ha una forma cilindrica terminante con 5 denti (le corolle dei fiori periferici sono bilabiate).
- Androceo: gli stami sono 5 con filamenti liberi; le antere caudate (con coda) sono saldate fra di loro e formano un manicotto circondante lo stilo.
- Gineceo: l'ovario è infero e uniloculare formato da 2 carpelli; lo stilo è unico con uno stimma terminale bifido e glabro (è presente solamente un ciuffo di peli all'apice dello stilo).
- Fioritura: da giugno a settembre.

### Frutti
I frutti sono degli acheni di 4 – 6 mm con pappo formato da 5-10 reste lesiniformi.

## Biologia
- Impollinazione: l'impollinazione avviene tramite insetti (impollinazione entomogama).
- Riproduzione: la fecondazione avviene fondamentalmente tramite l'impollinazione dei fiori (vedi sopra).
- Dispersione: i semi cadendo a terra sono successivamente dispersi soprattutto da insetti tipo formiche (disseminazione mirmecoria).

## Distribuzione e habitat

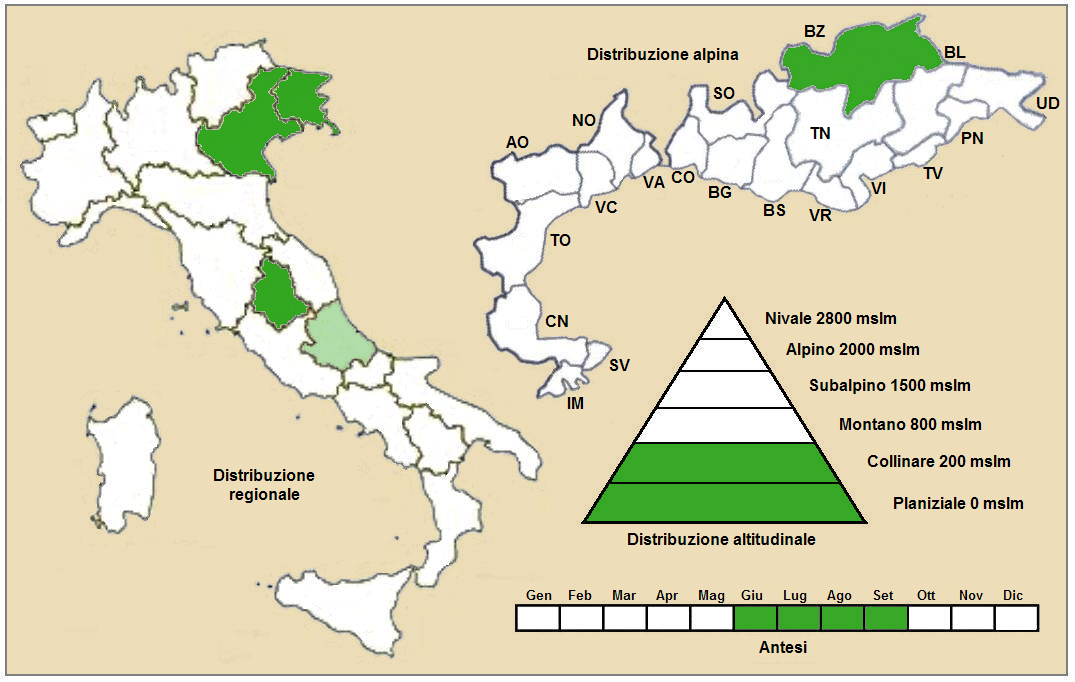
Distribuzione della pianta
(Distribuzione regionale – Distribuzione alpina)

- Geoelemento: il tipo corologico (area di origine) è Europeo / Ovest Asiatico / Caucasico.
- Distribuzione: in Italia questa specie si trova nel Veneto, nei Friuli-Venezia Giulia (ma è considerata in entrambe le regioni avventizia) e nell'Umbria[14]; mentre nelle Alpi si trova solamente nella provincia di Bolzano; oltre il confine (sempre nell'arco alpino) è presente in Austria (Länder della Carinzia). Sugli altri rilievi europei si trova nei Monti Balcani e nei monti Carpazi.[13] Relativamente all'Europa è una specie distribuita nel sud-est del continente (dall'Austria all'Ucraina e dalla Bielorussia alla Turchia).[15]
- Habitat: l'habitat tipico per questa pianta sono le aree coltivate (ambienti antropizzati); ma anche gli ambienti ruderali, aree abbandonate e scarpate, oltre alle praterie rase, pascoli e prati aridi del piano collinare. Il substrato preferito è sia calcareo che siliceo con pH neutro, bassi valori nutrizionali del terreno che deve essere arido.
- Distribuzione altitudinale: sui rilievi queste piante si possono trovare fino a 800 m s.l.m.; frequentano quindi il piano vegetazionale collinare (oltre a quello planiziale – a livello del mare).

### Fitosociologia
Dal punto di vista fitosociologico Xeranthemum annuum appartiene alla seguente comunità vegetale:
Formazione: delle comunità perenni nitrofile
Classe: Artemisietea vulgaris

## Tassonomia
La famiglia di appartenenza di questa voce (Asteraceae o Compositae, nomen conservandum) probabilmente originaria del Sud America, è la più numerosa del mondo vegetale, comprende oltre 23.000 specie distribuite su 1.535 generi, oppure 22.750 specie e 1.530 generi secondo altre fonti (una delle checklist più aggiornata elenca fino a 1.679 generi). La famiglia attualmente (2021) è divisa in 16 sottofamiglie.
La tribù Cardueae (della sottofamiglia Carduoideae) a sua volta è suddivisa in 12 sottotribù (la sottotribù Xerantheminae è una di queste). Il genere Xeranthemum L. contiene poche specie native della Persia e delle regioni mediterranee.

### Filogenesi
Il genere Xeranthemum appartiene alla sottotribù Xerantheminae (tribù Cardueae, sottofamiglia Carduoideae). In precedenza il genere era descritto nel gruppo informale "'Xeranthemum group" all'interno della sottotribù Carduinae.
Questo genere è simile al genere Carlina, ma differisce per la mancanza di spine, per le foglie intere, per l'involucro senza foglie bratteali, per i fiori periferici sterili e bilabiati e il pappo con brattee lesiniformi.
Il numero cromosomico di X. annuum è: 2n = 12.

### Sinonimi
Questa entità ha avuto nel tempo diverse nomenclature. L'elenco seguente indica alcuni tra i sinonimi più frequenti:
- Centaurea dubia S. G. Gmel. ex Steud.
- Xeranthemum annettae Kalen.
- Xeranthemum annuum subsp. annettae (Kalen.) Holmboe

### Specie simili
Le altre due specie del genere Xeranthemum presenti in Italia si distinguono per le seguenti caratteristiche (oltre ad avere le brattee vessillari meno patenti ossia più erette e quindi più chiuse):
- Xeranthemum inapertum (L.) Miller: i capolini sono più lunghi che larghi e contengono meno fiori (30 – 45).
- Xeranthemum cylindraceum Sm. : le squame dell'involucro sono tomentose sulla carena e non sono mucronate all'apice.

## Usi

### Giardinaggio
Per la loro caratteristica persistenza sono piante usate nel giardinaggio (o nel commercio dei fiori recisi secchi). Crescono in ambienti piuttosto secchi con terreni di vario tipo. La semina è da fare in marzo con temperature sopra i 10 °C. La raccolta va fatta in piena fioritura e può essere conservata per tutto l'inverno.

## Altre notizie
I Perpetuini maggiori in altre lingue vengono chiamati nei seguenti modi:
- (DE)  Einjährig Spreublume
- (FR)  Xéranthème annuel
- (EN)  Annual Everlasting